# Calyptotheca ingens
Calyptotheca ingens är en mossdjursart som beskrevs av Ferdinand Canu och Ray Smith Bassler 1929. Calyptotheca ingens ingår i släktet Calyptotheca och familjen Parmulariidae. Inga underarter finns listade i Catalogue of Life.